# Zytoplasmatischer Hybrid
Ein zytoplasmatischer Hybrid oder abgekürzt Zybrid (englisch Cybrid) ist eine lebende Zelle, deren Zellkern entfernt und durch den Zellkern einer anderen (Tier-)Art ersetzt worden ist (durch somatischen Zellkerntransfer). Es liegt also eine Hybridisierung auf zellulärer Ebene vor, bei der eine Chimäre entsteht. Das chromosomale und das zytoplasmatische Erbmaterial (die Barr-Körperchen) stammen von verschiedenen Arten. Die Zybridzelle kann vermehrungsfähig sein. Eine Entwicklung zu einem Organismus wurde aber bisher nicht beobachtet. Der Vorgang der Erzeugung zytoplasmatischer Hybride ist bioethisch umstritten.
Zytoplasmatische Hybride mit tierischen Zellkernen werden zur Untersuchung von Gendefekten menschlicher Mitochondrien verwendet, unter anderem zur Untersuchung einer Beteiligung bei der Entstehung mancher Tumoren.